# Cultura arqueológica de Vila Nova
La cultura arqueológica de Vila Nova de São Pedro o del Tajo se desarrolló durante el Calcolítico de Portugal, a la vez que la de Los Millares en el sudeste peninsular. Se caracteriza por la construcción de fortalezas de piedra en áreas sin riquezas económicas concretas, lo que ha llevado a interpretarlas como lugares centrales de las redes comerciales. Localizada en la región en torno a la desembocadura del Tajo, floreció entre aproximadamente 2700 y 1500 a. C. según unos autores o entre 3100 y 2200 a. C. según otros. Una serie de rasgos culturales específicos la diferencian de su entorno: lúnulas, copas rituales, placas de pizarra con aparente significado astronómico, etc.

## Periodización
Se suelen distinguir dos periodos:
- Vila Nova I: durante toda esta etapa y el inicio de la siguiente aparece muy vinculada a la cultura de Los Millares. El comercio o intercambio con África septentrional (marfil, cáscaras de huevo de avestruz), ya existente desde siglos atrás, prosigue durante esta época.
- Vila Nova II: caracterizada por la presencia del vaso campaniforme. A finales del periodo, mientras los grupos de Los Millares eran sustituidos por los de El Argar en el sudeste español, los poblados del Tajo entraron en una lenta decadencia. Mientras que aquellos incorporaron la técnica del bronce, estos permanecieron estancados en el Calcolítico hasta su disolución en la cultura de la cerámica bruñida, integrada en el Bronce atlántico.

Aunque también se han llegado a diferenciar tres horizontes cronológicos:
- Inicial o de los copos canelados, entre 2700-2300 a. C.
- Medio o de la cerámica con decoración foliácea, entre 2300-2000 a. C.
- Final o campaniforme, hasta 1500 a. C.[1]

## Yacimientos
Los principales asentamientos son el poblado fortificado epónimo de Vila Nova de São Pedro y Zambujal. El primero presenta una muralla exterior que protege unas viviendas de planta circular y una fortaleza interior cuadrangular. El segundo tiene un importante complejo defensivo formado por muros de hasta ocho metros de anchura, una barbacana con aspilleras, torres y múltiples recintos. En ambos se han documentado restos relacionados con la metalurgia tales como escorias, lingotes de cobre o artefactos fabricados con este metal. También en ambos, como en Los Millares, se identifican dos fases relacionadas con los ajuares funerarios, que incluyen en el segundo periodo el vaso campaniforme y sus elementos asociados. Otros asentamientos son Pedra de Ouro, Rotura o Penedo. En la zona de Zambujal hay unos diez poblados relacionados, algunos de los cuales no presentan ningún tipo de fortificación, lo cual se ha interpretado como un indicio de la existencia de una jerarquía de asentamientos. Los enterramientos eran colectivos y se realizaban en megalitos, cuevas artificiales y tholoi.
Hay asentamientos fortificados similares en el Algarve y Alentejo, así como otros con características distintas en Extremadura y Andalucía occidental. Pero todos ellos tienen en común su situación en lugares estratégicos, el dominio sobre el medio circundante y una economía agropecuaria.

## Economía
Las tierras del estuario del Tajo son de las más fértiles de la península ibérica. En época calcolítica se produjo una intensificación agrícola que provocó la aparición de excedentes, transformados por las élites dominantes en productos de lujo y prestigio, que en muchos casos eran objetos de metal. Este proceso estuvo basado en el cultivo de trigo, cebada, habas, lino, olivos y, quizás vid, que se complementó con una ganadería de bóvidos, cerdos, ovicápridos y caballos. Se cree que ya se utilizaba el arado tirado por bueyes. Aunque se constata un considerable crecimiento demográfico en comparación con la anterior etapa neolítica, con el comienzo de la Edad del Bronce se produjo una involución, se abandonaron los poblados y la zona quedó al margen de las redes de intercambio.